# Francisco Mendes

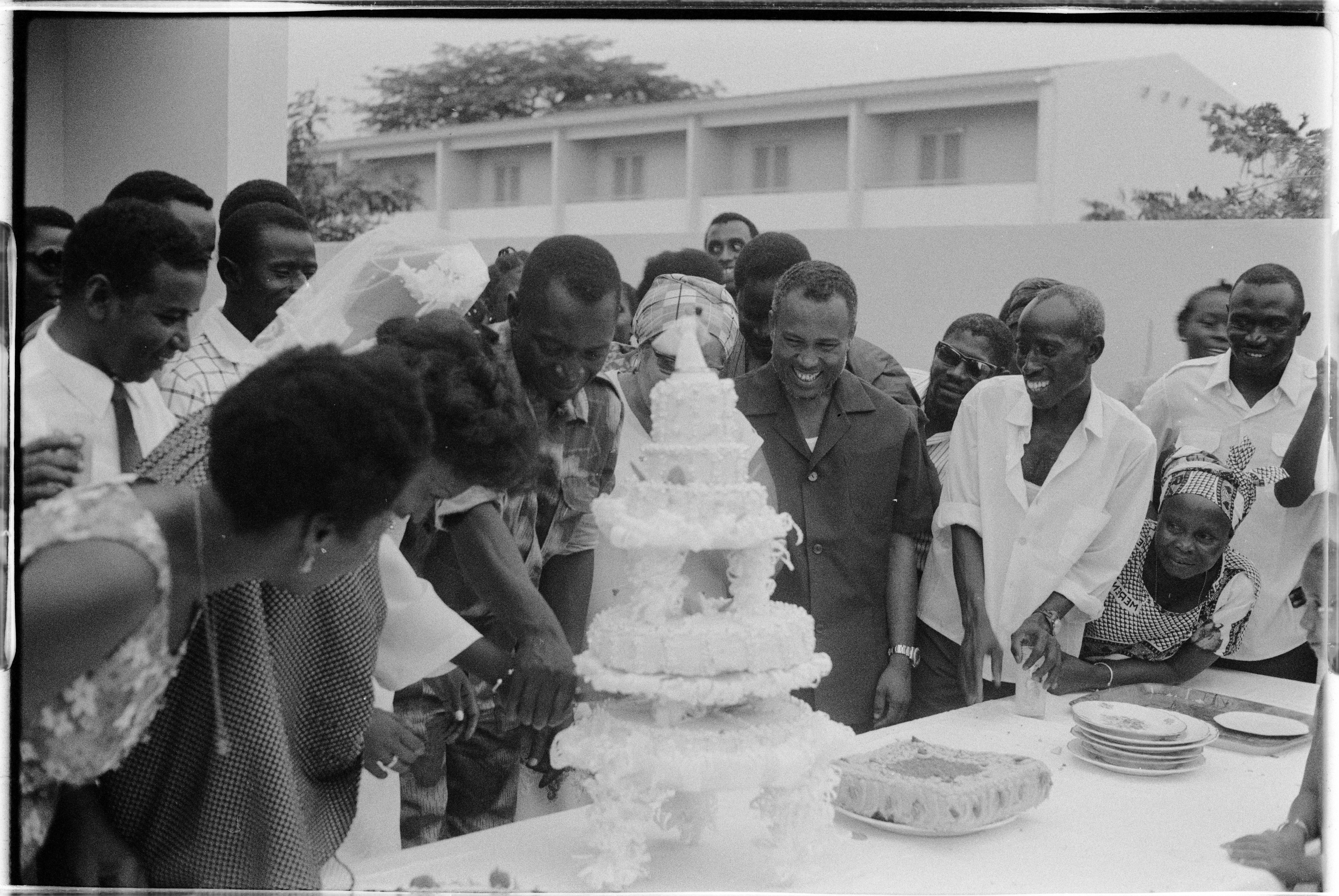
Convit de casament de Chico Mendes a Ziguinchor, Senegal amb Luís Cabral a la dreta del pastís, 1973

Francisco Mendes, nom de guerra Chico Té (Enxude, Guinea Bissau, 7 de febrer de 1939 – 7 de juliol de 1978) va ser un polític de Guinea Bissau. Va ser el primer primer ministre del país i va mantenir aquesta posició del 24 de setembre de 1973 fins a la seva mort en un accident automobilístic en circumstàncies sospitoses el 7 de juliol de 1978.

## Primers anys
A principis de la dècada de 1960 el PAIGC va posar en marxa la lluita armada contra l'imperialisme portuguès que duraria més d'una dècada. Mendes va ser un dels pocs estudiants de Guinea Bissau en l'ensenyament secundari quan va abandonar l'escola per unir-se al PAIGC en la dècada de 1960. Aviat va esdevenir comissari polític de l'àrea fr Bafatá en 1962. En els anys 1963-1964 va dur a terme la mateixa funció en el Front Nord. Va entrar al politburó en 1964 i es va convertir en membre del consell de la guerra del PAIGC en 1965. En 1967 va ser nomenat delegat del Consell per al Front Nord.

## Primer ministre
Després de les negociacions entre Portugal i el PAIGC a principis de 1974, Portugal va concedir la independència a Guinea Bissau malgrat que el PAIGC havia declarat la independència unilateral gairebé un any abans. El govern dirigit pel PAIGC va ser encapçalat per Luís Cabral, mig germà del cofundador del PAIGC Amílcar Cabral, l'assassinat del qual a Conakry el 20 der gener de 1973 segueix sent un misteri. Francisco Mendes va ser escollit per primera vegada primer ministre del país com a Comissário Principal i en aquest paper com a recent membre de l'ONU va ser responsable d'una sèrie de programes de desenvolupament d'inspiració socialista, i un pla de quatre anys cap a la reconciliació nacional. La signatura Mendes va aparèixer en les primeres quatre bitllets de banc (10, 50, 100 i 500 pesos), emesos el 1976 a Guinea Bissau.
Tot i que les causes de la seva mort el 7 de juliol de 1978 són encara en disputa, la mes acceptada és que el PAIGC n'hi estava involucrat. Una teoria àmpliament acceptada, encara que no verificable des de 2006, és que la dissidència entre els líders del PAIGC podria haver provocat el seu assassinat.

## Honors
Com a nacionalista africà i figura nacional en la lluita per la independència, Francisco Mendes ha estat honrat tant a Guinea Bissau com a Cap Verd. A més de la seva cara als bitllets de 500 pesos guineenses (segona (1983) i tercera emissions 1990), moltes escoles i carrers que porten el seu nom pot veurà al llarg de Guinea Bissau, i l'Aeroport Internacional Francisco Mendes de Praia a Cap Verd va ser nomenat en el seu honor.

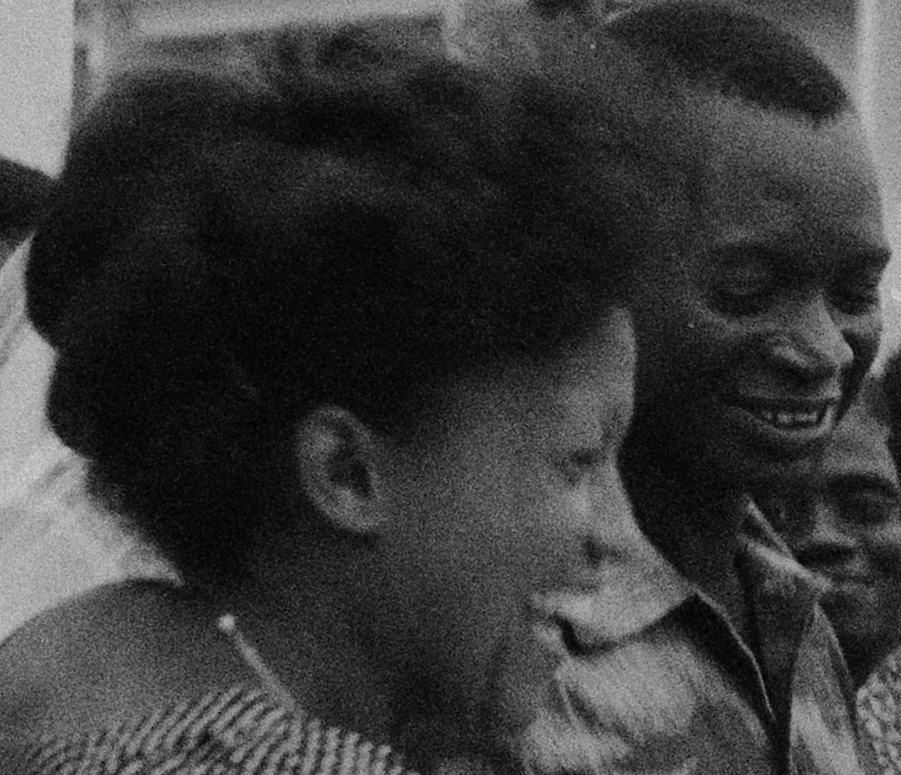
Chico Mendes i l'esposa de Luís Cabral al casament de Mendes a Ziguinchor, Senegal, 1973

## Vida personal
Es va casar en 1973 a Ziguinchor, Senegal i va deixar dos fills i dues filles.